# 三増峠の戦い
三増峠の戦い（みませとうげのたたかい）とは、永禄12年（1569年）10月8日に武田信玄と北条氏により行われた合戦である。本項では、合戦に至るまでの経緯として、小田原城包囲戦も合わせて解説する。駿河侵攻の二正面作戦の一つとも言える。

## 合戦の経緯

### 戦国期の甲相関係と武田氏の駿河侵攻
戦国期に領国を接する武田氏と北条氏は武田信虎・北条氏綱期には甲斐都留郡において抗争を続けていたが、河越夜戦と同時に終結した河東一乱の講和で北条氏康と今川義元の代理の太原雪斎の話を取り持ったのが武田晴信（信玄）とされる。このこともありやがて両者は和睦して甲相同盟が結ばれ、これに今川義元との同盟を結び甲相駿三国同盟の締結に至り、武田氏は信濃侵攻を行い北信地域において越後の長尾景虎（上杉謙信）と抗争し、北条氏は北関東侵攻を行い同じく越後上杉氏と抗争し、両者は相互に協調して上杉氏に対抗していた。
武田氏の信濃侵攻は、5回の川中島の戦いを契機に収束し、武田氏は方針を転換し永禄11年（1568年）12月には同盟を破棄して駿河今川領国へと侵攻を行う（駿河侵攻）。武田氏の駿河侵攻は甲相同盟の破綻をも招き、北条氏は上杉氏と越相同盟を締結し、武田氏に対抗した。

### 小田原城包囲
翌永禄12年（1569年）1月に北条氏政は駿河薩埵峠へ着陣し、興津において武田勢と対峙している。同年8月24日に武田信玄は2万の軍勢を率いて甲府を出立、碓氷峠から上野国を経由し南下、廿里古戦場にて小山田信茂方1000人が北条方2000人を打ち破り、滝山城(包囲のみ)などの北条方の拠点を攻撃したのち、犬越路を通って10月1日には北条氏康の小田原城を囲んだ。当時の小田原城は有名な惣構えが着工前であったが、かつて上杉謙信が10万以上の兵力で落とせなかった堅城であったため、城攻めはせず小田原城を包囲し3度にわたって挑発した。しかし北条側は小田原城を出ることはなかった。武田軍は包囲を開始して4日後の10月5日に城下に火を放ち軍勢を引き上げた。
北条氏は後詰めであった甲州街道守備軍の北条氏照、秩父方面守備軍の北条氏邦の軍勢2万が要所である三増峠（相模原市緑区根小屋 - 愛甲郡愛川町三増）に着陣し、甲斐に帰国しようとする武田軍相手に有利に戦端を開いた。さらに北条氏政が2万余りを率いて氏照・氏邦の部隊と武田軍を挟撃、殲滅する作戦であった。10月6日には武田軍と北条軍が対陣することになった。

### 三増峠での激突
氏政本隊は到着前であったが、氏照・氏邦の部隊は先手を打って奇襲攻撃を仕掛けようとしていた。これを察知した信玄は部隊を3隊に分けた。北条軍の攻撃を正面に受けつつ、1隊は津久井城の抑え、1隊は山中に隠れ北条軍を横から急襲する作戦であった。10月8日に両軍は本格的な交戦を開始する。緒戦では北条軍有利に合戦は経過した。そのため武田軍は損害を受け、北条綱成が指揮する鉄砲隊の銃撃により左翼の浅利信種や浦野重秀が討ち死にしている。
しかし、志田峠 （三増峠南西約1km） に機動した山県昌景率いる武田の別働隊が、より高所から奇襲に出ると戦況は一気に武田に傾いた。北条軍は背後の津久井城守備隊の内藤隊などの予備戦力が、小幡信貞、加藤景忠ら武田軍別働隊に抑えられて救援に出られず、大きな被害を受けている。武田左翼大将である浅利信種が戦死した左翼では、軍監であった曽根昌世が代わりに指揮をとり、綱成の軍勢を押し戻すことに成功している。緒戦では苦戦したものの、最終的には武田軍の勝利とされている。
また、武田軍が千葉氏が在陣しているところに向かって「千葉氏と言えばかつて北条と対し、互角に渡り合った衆であろう。それが北条に僕として扱われることに不満はござらんのか」と大声で呼びかけ、これにより千葉氏が勢いを鈍らせたとも言われている。
合戦が終わるころ、小田原から追撃してきた氏政の北条本隊2万は荻野（厚木市）まで迫っていたが自軍の敗戦を聞きつけ進軍を停止、挟撃は実現しなかった。もし氏政の部隊が到着していた場合、武田軍は挟撃されて逆に大敗していた可能性もあった。
自軍の勝利を見た信玄は軍勢を反畑（相模原市緑区）まで移動させ、そこで勝ち鬨を挙げた。その後武田軍は甲斐に撤退した。この戦いで武田方では西上野の箕輪城代・浅利信種が戦死し、信種戦死後に箕輪城代は浅利氏から内藤昌秀・昌月親子に交代している。

### 自刃にまつわる伝説
この合戦では、双方の軍の武士の自刃にまつわる、似たような複数の逸話が残されている。
武田軍の武士の一部が甲斐国に撤退する際に北条軍から追い討ちを受け、落ち伸びるべく山中を甲斐国へと向かっていた。しかし彼らは、甲斐国への道中では見えるはずのない海を見る（峠から甲斐方面と海とは逆方向であり、近辺の海といえば相模湾である）。これは彼らの見間違いで、村の蕎麦畑の白い花が海に見えただけであったのだが、道を誤り敵国へ深く踏み込んでしまったと思った彼らはその場で自刃してしまった。以来、自刃を悼んだ村の人々は蕎麦を作ることをしないのだという。
また、同様の伝説は北条軍側にも残されている。戦いに敗れた北条軍の落ち武者が山中を逃げていた最中、トウモロコシを収穫した後の茎を武田軍の槍のひしめき合う様と見間違え、逃げる術のないことを悟り自刃した。自刃した落ち武者を供養するため、この土地ではトウモロコシを作らないという。
またこの地では合戦の死者の怨霊伝説が広く語り継がれ、近隣で三増峠の戦いに付随した戦いがあったといわれているヤビツ峠では餓鬼憑きの伝説が残っている。

## 合戦の評価
高低差が大きく作用した戦国最大規模の山岳戦として知られている。
従来、『甲陽軍鑑』に依拠した武田家主観による評価がされてきた。本稿でも合戦の経過など、概ね『甲陽軍鑑』に基づいた記述がされている。『北条五代記』などの北条側の史料では、北条軍の敗戦ではあるものの損害は軽微（20〜30程度）だったと書かれている。北条氏照は戦後、この合戦に勝利したという書状を上杉家に出している。また、この戦いで古河公方家の重臣である豊前山城守が戦死しており、北条氏康から未亡人に宛てた書状が現存している。
この合戦だけ見れば、撤退の過程で偶発的に起こった部分的な戦闘に過ぎない。追撃する北条軍は撃退したものの、家中の有力武将である浅利信種が戦死するなど、勝者である武田軍にとっても失ったものは大きかった。『甲陽軍鑑』でも著者とされる高坂昌信が、この合戦のことを「御かちなされて御けがなり（勝利はしたものの、損害も蒙った）」と論評し、本拠地甲斐を留守にしてまで行った遠征の必要性に疑問を呈している。
ただ、信玄の北条領侵攻の本来の目的は、駿河侵攻における優位性を獲得するためにあった。歴史学者の柴辻俊六は信玄の小田原攻撃について、越相同盟への揺さぶりと共に、関東の反北条勢力への示威活動であった可能性をも指摘している。事実、北条家と越相同盟を締結したばかりの上杉謙信は、同盟の締結条件に、武田軍牽制のための8月15日以前の上杉軍の信濃出兵があり、それに対し謙信は血判誓詞をもって了承していたにもかかわらず、信濃出兵を果たさなかった。これは謙信の越中戦線の事情のほか、将軍義昭から武田氏との和睦を命じられて7月下旬に成立していた「甲越和与」があった。そのために謙信は、信濃に出兵するつもりであったが延期する旨を家臣の鮎川盛長に送っている。信玄は「甲越和与」により、謙信の北条氏救援のための出兵がないことを踏まえた上での侵攻であったわけである。上杉氏に、北条氏側は約定催促、不履行による詰問の書状、不信・不満を表した書状を送っている（「上杉家文書・集古文書・歴代古案」）。このことから、武田軍による小田原城攻撃から三増峠のこの合戦に至るまでの戦いは、この2年後に北条家が上杉家と手を切り、武田家と再同盟する遠因になったとも考えられている。

## 参戦武将
|        | 武将     |        | 武将     |
| ------ | -------- | ------ | -------- |
| 武田軍 | 武田信玄 | 北条軍 | 北条氏照 |
| 武田軍 | 武田勝頼 | 北条軍 | 北条氏邦 |
| 武田軍 | 武田信廉 | 北条軍 | 北条綱成 |
| 武田軍 | 山県昌景 | 北条軍 | 北条氏忠 |
| 武田軍 | 内藤昌秀 | 北条軍 | 高城蔵人 |
| 武田軍 | 馬場信春 | 北条軍 | 原胤栄   |
| 武田軍 | 浅利信種 | 北条軍 | 上田朝直 |
| 武田軍 | 小幡憲重 | 北条軍 |          |
| 武田軍 | 曽根昌世 | 北条軍 |          |

## 関連文献
- 「毛利庄 長竹村 三増峠」『大日本地誌大系』 第40巻新編相模国風土記稿5巻之122村里部津久井縣巻之7、雄山閣、1932年8月、389-393頁。NDLJP:1179240/201。

## 関連作品
ボードゲーム
- 『甲斐の虎』（ツクダホビー）、絶版
- 『関東制圧』（ツクダホビー）、絶版
- 『RAN』（GMT Games）、2007年、英語